# Paisatge cultural
Un paisatge cultural és un bé cultural i representa l'obra combinada de la natura i l'home, d'acord amb l'article 1 de la Convenció del Patrimoni Mundial.

## Història i terminologia
La Convenció del Patrimoni Mundial, adoptada per la Conferència general de la UNESCO en 1972, va crear un instrument internacional únic, que reconeix i protegeix el patrimoni natural i cultural de valor universal excepcional. La Convenció va proporcionar una definició del patrimoni molt innovadora per protegir els paisatges. El desembre de l'any 1992, el Comitè del Patrimoni Mundial va adoptar les revisions als criteris culturals de la Guia operativa per a la Implementació de la Convenció del Patrimoni Mundial i va incorporar la categoria de paisatges culturals. Amb aquesta decisió la Convenció es va transformar en el primer instrument jurídic internacional per identificar, protegir, conservar i fer arribar a les generacions futures els paisatges culturals de valor universal excepcional.

## Categories
El terme «paisatge cultural» inclou una diversitat de manifestacions de la interacció entre l'home i el seu ambient natural. Es van definir tres categories de paisatges culturals en la Guia Operativa per a la Implementació de la Convenció del Patrimoni Mundial:
1. Els paisatges clarament definits, dissenyats i creats per l'home. Aquests comprenen els jardins i els parcs construïts per raons estètiques, que sovint (però no sempre) associats amb els edificis i conjunts monumentals religiosos o d'un altre tipus.
2. Els paisatges evolutius o orgànicament desenvolupats, resultants de condicionants socials, econòmiques, administratives, i/o religioses, que s'han desenvolupat conjuntament, en resposta al seu medi ambient natural. Es divideixen en dues subcategories:

- Un paisatge fòssil, en el qual el procés evolutiu va arribar a la seva fi.
- Un paisatge continu en el temps, que segueix tenint un paper social actiu en la societat contemporània, conjuntament amb la forma tradicional de vida, i en què el procés evolutiu encara està en curs. Alhora, presenta proves manifestes de la seva evolució en el temps.

3. El paisatge cultural associatiu dels aspectes religiosos, artístics o culturals relacionats amb els elements del medi ambient. El Comitè del Patrimoni Mundial va considerar, a més, la necessitat de conèixer els valors associatius dels paisatges per a les poblacions locals, i la importància de protegir la diversitat biològica mitjançant la diversitat cultural en els paisatges culturals.
El fet que es van incloure els paisatges culturals en la Llista del Patrimoni Mundial va proporcionar noves oportunitats per protegir “...els treballs combinats de l'home i la naturalesa”, com ho defineix la Convenció.
El Comitè del Patrimoni Mundial va garantir un nou enfocament de reconeixement de la interacció entre l'home i el medi ambient. És necessari que els Estats protegeixin aquest patrimoni de la humanitat amenaçat, i garanteixin que els paisatges culturals siguin reconeguts adequadament i en l'àmbit nacional i internacional.

## Autor relacionat amb els paisatges culturals
Carl O. Sauer (1889-1975),va ser el geògraf més influent en el panorama acadèmic nord-americà entre els anys 20 i 60 del segle xx, i, impulsor de la geografia cultural. Sauer, va finalitzar el seu doctorat en geografia en la Universitat de Chicago el 1915, encara que abans havia començat geologia. Anys després va fer-se càrrec d'un petit departament de Geografia en la Universitat de Califòrnia. Entre 1923 i gairebé fins a la seva mort, va impartir classes, dirigir tesis doctorals i va crear l'escola geogràfica de major influència en el panorama acadèmic nord-americà anomenada l'Escola de Berkeley.
Es va interessar sobretot per l'anàlisi dels paisatges culturals, sobretot de l'Amèrica precolombina. El seu pensament es desmarca dels fonaments del determinisme ambiental i enfoca la seva teoria cap a
una posició més ideogràfica i interdisciplinària amb influències antropològiques.
Anomenem obres com The Morfology of Landscape (1925), obra per excel·lència que desenvolupava una metodologia per explicar com els paisatges culturals són creats a partir de formes superposades al paisatge natural.
Destaquem un fragment de l'obra The Morfology of Landscape: 
"La societat […] en contemplar un paisatge, li assignarà un valor positiu o negatiu segons la percepció que aquest li proporcioni (bonic, agradable, etc.), però amb més dificultat serà capaç de reconèixer-li un significat històric relacionat amb la seva dilatat procés de configuració. Cal, per tant, sensibilitzar la societat, però també instruir sobre el valor del paisatge cultural com a element patrimonial. Això requereix conèixer aquests paisatges (gènesi, interrelació entre estructures, etc.) I aquest procés, al seu torn, facilitarà la protecció real del paisatge com a element ambiental, però també social, cultural i patrimonial. "

## Exemples

### Mont Perdut

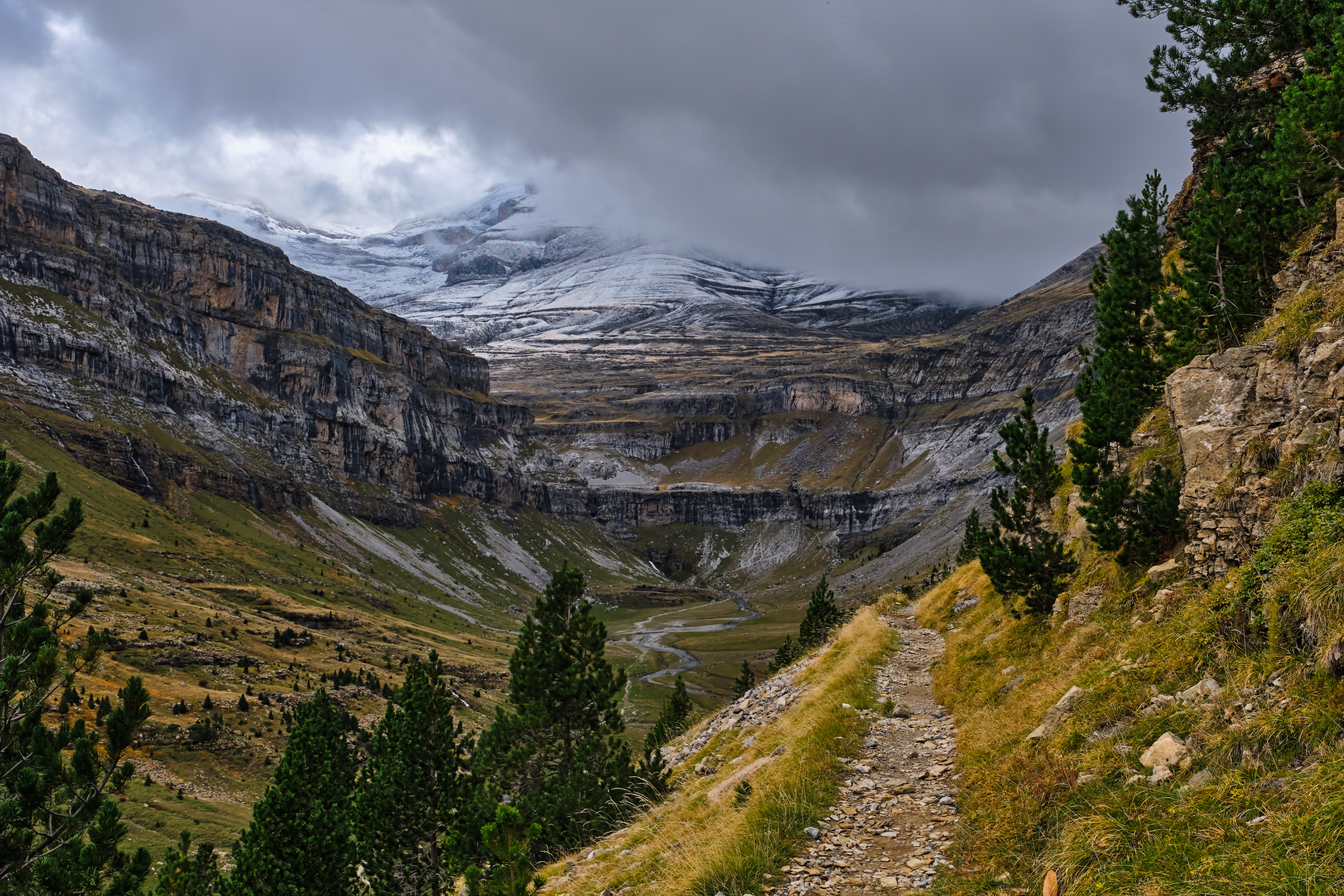
Parc Nacional d'Ordesa i Mont Perdut.

A «escala catalana» se destaca el paisatge cultural del Mont Perdut, als Pirineus. Situat a banda i banda de la frontera entre França i Espanya, aquest extraordinari paisatge muntanyós té per centre el massís calcari del Mont Perdut, que culmina a 3.352 metres d'altura. El lloc, que s'estén per una superfície de 30.639 hectàrees, compta amb formacions geològiques clàssiques: dos canons, els més grans i profunds d'Europa, situats al vessant meridional espanyola; i tres grans circs glacials al vessant septentrional francesa, que és més abrupta. A més, el Mont Perdut és una zona de pasturatge on es pot observar una manera de vida rural molt estesa anteriorment per les regions muntanyoses d'Europa, on només s'ha conservat intacte en aquest lloc dels Pirineus al llarg de tot el segle xx. El seu paisatge format per llogarets, granges, camps, pastures d'altura i carreteres de muntanya constitueix un testimoni inestimable del passat de la societat europea.
| Superfície      | 30.639 ha |
| Data inscripció | 1997      |
| Extensió        | 1999      |

El Comitè va inscriure el lloc sota criteris naturals (vii) i (viii). El massís calcari del Mont Perdut mostra formes terrestres geològiques clàssiques, incloent profunds canons i farallons. També és un paisatge excepcional amb prats, llacs, coves i boscos en els vessants de les muntanyes. A més, la zona és de gran interès per la ciència i la conservació. Pel que fa als valors culturals, el Comitè va inscriure la propietat sobre la base de criteris (iii), (iv) i (v): La zona de Pirineus Mont Perdut entre França i Espanya és un paisatge cultural excepcional que combina la bellesa del paisatge amb un socioeconòmica estructura que té les seves arrels en el passat i il·lustra una forma vida a la muntanya que actualment és singular comparat amb altres indrets.

### Serra de Tramuntana

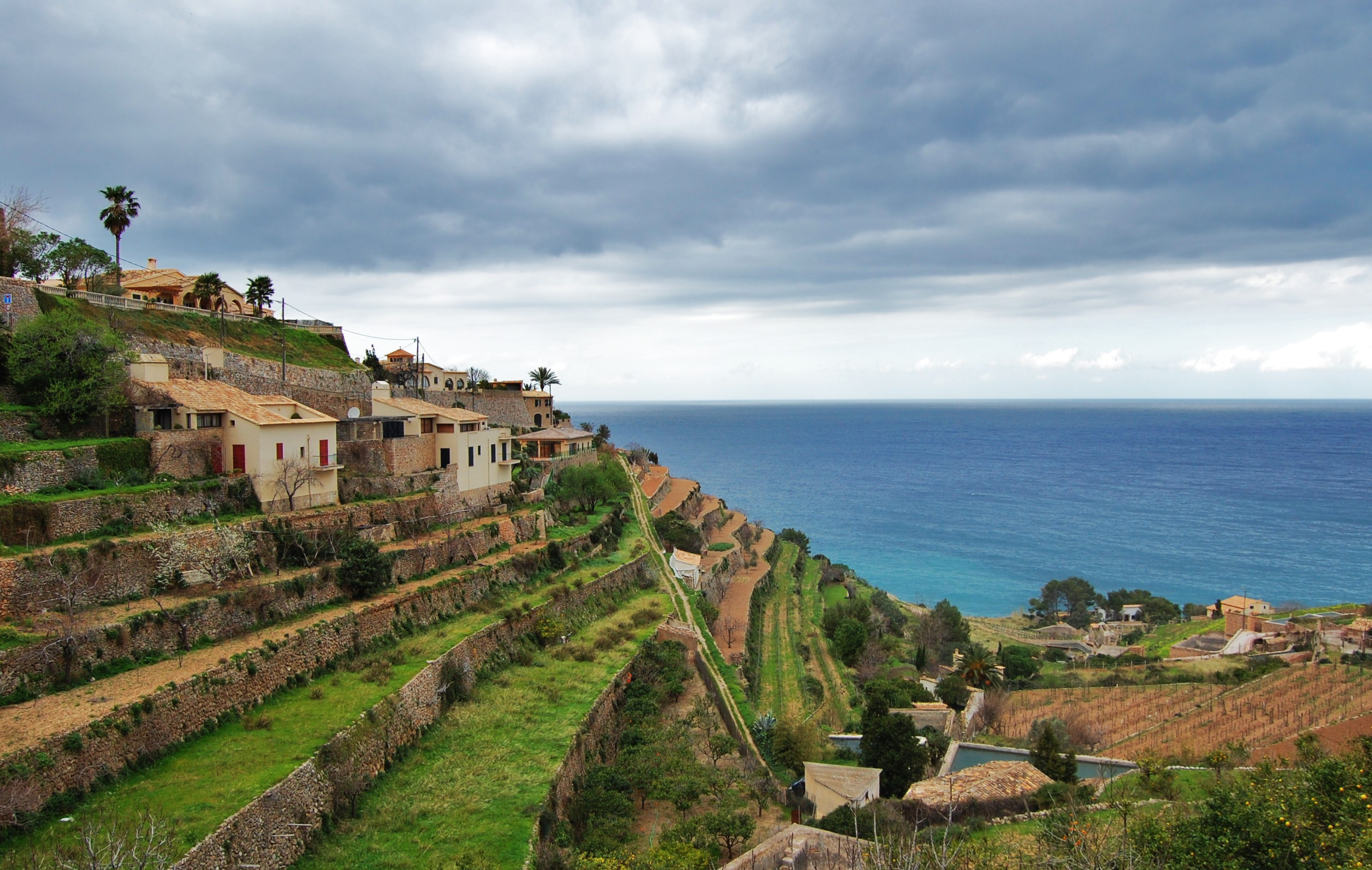
Serra de Tramuntana.

A «escala estatal» destaquem el paisatge cultural de la Serra de Tramuntana, a Mallorca (Illes Balears). Està situat a les abruptes vessants d'una cadena muntanyosa paral·lela a la costa nord-occidental de l'illa de Mallorca. L'agricultura mil·lenària en un ambient amb escassos recursos d'aigua, ha transformat el terreny i mostra una xarxa articulada de mecanismes de gestió de l'aigua entre les diferents parcel·les, d'origen feudal. El paisatge està format per conreus en terrassa i mecanismes de distribució de l'aigua interconnectats que inclouen molins hidràulics, així com construccions de pedra sense argamassa i granges.
| Superfície        | 30.745 ha |
| Data d'inscripció | 2011      |
| Zona d'amortiment | 78.617 ha |

El paisatge cultural de la Serra de Tramuntana constitueix un exemple significatiu del paisatge agrícola mediterrani, que, després de segles de transformacions de la morfologia del terreny escarpat per explotar els recursos i gràcies a l'orogènic, les condicions climàtiques i de vegetació disponibles escassos, s'ha fet productius i ben adaptats als assentaments humans. Diversos pobles, esglésies, santuaris, torres, fars i petites estructures de pedra seca marquen el paisatge de terrasses i contribueixen al seu caràcter real.
La propietat ha estat declarada «entorn pintoresc» i protegit formalment mitjançant un decret des de 1972 (Decret 984/1972). Després de l'aprovació de la Llei del Patrimoni Històric Espanyol (1985) i de la Llei de Patrimoni Històric de les Balears (1998), la propietat ha estat protegit encara més mitjançant la designació d'un nombre de "Notes d'Interès Cultural" (Bé d'interes cultural, BIC) segons les legislacions nacionals i regionals.

### Paisatge cultural cafeter de Colòmbia

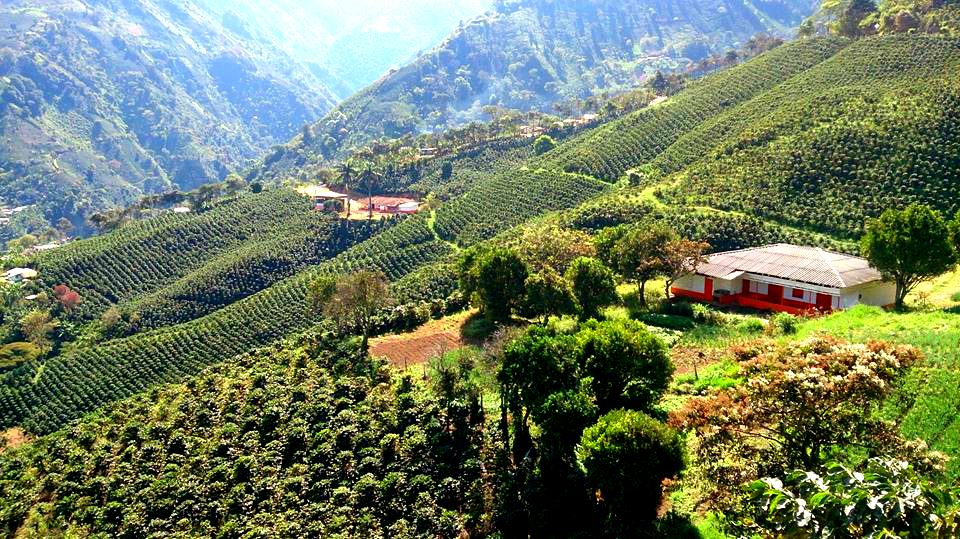
Cafetals de Ciudad Bolívar (Antioquia).

A «escala mundial» es pot destacar el paisatge cultural del café a Colòmbia. És un exemple excepcional de paisatge cultural sostenible i productiu únic que representa una tradició, un símbol poderós tant a nivell nacional com per a altres zones cafeteres del món. Inclou sis paisatges cafeters i divuit centres urbans de les cadenes occidental i central de la Serralada dels Andes, a l'oest de Colòmbia. Aquests paisatges són reflex d'una tradició centenària que consisteix a conrear en petites parcel·les de bosc alt i adaptar el cultiu a les condicions difícils de l'alta muntanya. Les zones urbanitzades, majoritàriament situades en els cims dels turons, es caracteritzen per una arquitectura creada pels colons procedents de la regió d'Antioquia, d'influència espanyola. Com a materials de construcció es van utilitzar materials tradicionals, com ara tàpia, bahareque (canyes trenades) per als murs i teules d'argila per les teulades. Alguns d'aquests materials persisteixen encara en algunes zones.
| Superfície        | 141.120 ha |
| Data d'inscripció | 2011       |
| Zona d'amortiment | 207.000 ha |

El Paisatge Cultural Cafeter de Colòmbia és un paisatge productiu continu que consisteix en una sèrie de sis llocs, que integren divuit assentaments urbans. La propietat il·lustra característiques naturals, econòmiques i culturals, combinades en una zona muntanyosa amb cafetars cultivats. És el resultat del procés d'adaptació dels colons antioqueños, que van arribar al segle xix, un procés que perdura fins avui dia i que ha creat una economia i una cultura profundament arrelada en la tradició de producció de cafè. Les finques de cafè es troben a les muntanyes escarpades amb pendents vertiginoses de més del 25%, característics al terreny de cafè. Aquestes característiques geogràfiques inusuals també afecten els petits dissenys de traçat ortogonal, i influeixen en la tipologia, l'estil de vida i l'ús de la terra les tècniques arquitectòniques dels agricultors de cafè. La forma distintiva de la vida dels agriculturs es basa en els llegats que s'han transmès de generació en generació, i està relacionada amb la seva propietat de la terra tradicional i el sistema de la petita producció agrícola.
En resum, els paisatges culturals són essencialment construccions multidimensionals, resultat de la interacció d'estructures històricament determinades i de processos contingents. Com a marc de l'activitat humana i escenari de la seva vida social, els paisatges humans en general, són una construcció històrica resultant de la interacció entre els factors biòtics i abiòtics del medi natural. Qualsevol interpretació històrica ha de partir de la comprensió d'aquesta dinàmica. Cal, per tant, que es consideren tots els paisatges a conseqüència de la co-evolució socio-natural al llarg del temps. D'altra banda, des del punt de vista evolutiu, els paisatges són resultat de la dependència històrica de sentit, és a dir, que sovint, emergeixen elements arbitraris, no previstos, que determinen el posterior desenvolupament històric.